# Сан Лоренцо (Пиза)
Сан Лоренцо је насеље у Италији у округу Пиза, региону Тоскана.
Према процени из 2011. у насељу је живело 13 становника. Насеље се налази на надморској висини од 50 м.